# ديماركو جونسون
ديماركو جونسون (بالإنجليزية: DeMarco Johnson)‏ مواليد 6 أكتوبر 1975 في تشارلوت، هو مدرب كرة سلة أمريكي ولاعب سابق. بدأ مسيرته الاحترافية في سنة 1998. تم اختياره من قبل فريق نيويورك نيكس خلال الدرافت. يبلغ طوله 6 قدم 9 بوصة (2.1 م). اعتزل اللعب في 2010.

## المسيرة الاحترافية
لعب مع أولمبيا ميلانو في الدوري الإيطالي في موسم 1998–1999، ثم لعب مع نيويورك نيكس في سنة 1999، ثم لعب مع فيكتوريا يبرتاس بيزارو في الدوري الإيطالي في موسم 2000–2001، ثم لعب مع بالاكانسترو فاريزي في سنة 2001، ثم لعب مع أولمبياكوس في موسم 2002–2003، ثم لعب مع أليكانتي في موسم 2003–2004، ثم لعب مع بييلا لكرة السلة في سنة 2004، ثم لعب مع سباستياني باسكت رييتي في الدوري الإيطالي في موسم 2004–2005، ثم لعب مع أوليمبيا في موسم 2005–2006.

## روابط خارجية
- ديماركو جونسون على موقع إن بي أي (الإنجليزية)
- ديماركو جونسون على موقع سبورتس رفرنس (الإنجليزية)
- ديماركو جونسون على موقع الدوري الإسباني لكرة السلة (الإسبانية)
- ديماركو جونسون على موقع كرة السلة الأوروبية.كوم (الإنجليزية)
- ديماركو جونسون على موقع كلية كرة السلة في سبورتس رفرنس.كوم (الإنجليزية)
- ديماركو جونسون على موقع ريلجم (الإنجليزية)
- ديماركو جونسون على موقع بروبوليرز (الإنجليزية)
- ديماركو جونسون على موقع سبورتس رفرنس (الإنجليزية)